# Hrabia Cowley

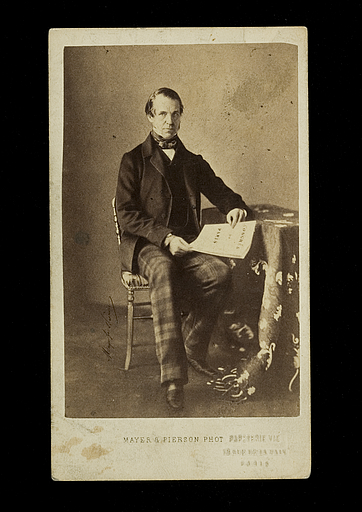
Henry Wellesley, 1. hrabia Cowley

## Informacje ogólne
- Dodatkowymi tytułami hrabiego Cowley są:
  - wicehrabia Dangan
  - baron Cowley
- Najstarszy syn hrabiego Cowley nosi tytuł wicehrabiego Dangan

Baronowie Cowley 1. kreacji (parostwo Zjednoczonego Królestwa)
- 1828–1847: Henry Wellesley, 1. baron Cowley
- 1847–1884: Henry Richard Charles Wellesley, 2. baron Cowley

Hrabiowie Cowley 1. kreacji (parostwo Zjednoczonego Królestwa)
- 1857–1884: Henry Richard Charles Wellesley, 1. hrabia Cowley
- 1884–1895: William Henry Wellesley, 2. hrabia Cowley
- 1895–1919: Henry Arthur Mornington Wellesley, 3. hrabia Cowley
- 1919–1962: Christian Arthur Wellesley, 4. hrabia Cowley
- 1962–1968: Denis Arthur Wellesley, 5. hrabia Cowley
- 1968–1975: Richard Francis Wellesley, 6. hrabia Cowley
- 1975 -: Garret Graham Cowley, 7. hrabia Cowley

Następca 7. hrabiego Cowley: Garret Graham Cowley, wicehrabia Dangan